# Batrisodes declivis
Batrisodes declivis är en skalbaggsart som beskrevs av Thomas Casey 1908. Batrisodes declivis ingår i släktet Batrisodes och familjen kortvingar. Inga underarter finns listade i Catalogue of Life.